# Якупов Олександр Миколайович
Олекса́ндр Микола́йович Якупов (нар. 13 травня 1951, Свєтлогорськ, Челябінська область, РРФСР, СРСР) — радянський і російський диригент, баяніст, педагог, музикознавець, публіцист, професор. Ректор Російської державної спеціалізованої академії мистецтв з 2011 року.
Заслужений діяч мистецтв Росії (1993). Доктор мистецтвознавства (1995)

## Життєпис
Олександр Якупов народився 13 травня 1951 року в селищі Світлогорськ Агаповского району Челябінської області. У 1970 році закінчив Магнітогорське музичне училище. З 1974 до 2000 року працював в Магнітогорському музичному училищі. У 1975 році закінчив Уфимський державний інститут мистецтв.

## Громадська діяльність
У березні 2014 року підписав листа на підтримку політики президента Росії Володимира Путіна щодо російської військової інтервенції в Україну.

## Нагороди та звання
- Орден Пошани (2007)
- Заслужений діяч мистецтв Російської Федерації (1993)
- доктор мистецтвознавства (1995)
- професор
- дійсний член Міжнародної академії інформатизації (академік)
- дійсний член Академії гуманітарних наук (академік)
- Почесний громадянин Магнітогорська (1997)